# Maison de la rivière et du paysage
Ne doit pas être confondu avec Maison de la Rivière.
La Maison de la Rivière et du Paysage est un site localisé au cœur de la Suisse normande, dans le département de l'Orne et sur les communes de Ségrie-Fontaine et Bréel. Équipée de deux anciens moulins reconvertis en espaces d'accueil, elle constitue une porte d'entrée vers de pittoresques gorges (les gorges de la Rouvre) s'écoulant jusqu'au site exceptionnel de la Roche d'Oëtre.
Géré par une association labellisée CPIE des Collines normandes, créée en 1991, ce site accueille chaque année environ 20 000 visiteurs, des simples touristes jusqu'aux classes d'établissements scolaires, bénéficiant d'animations diverses et variées sur les thèmes de l'environnement, de la nature, du développement durable. 
Deux anciens moulins y ont été aménagés pour l'accueil du public (exposition, café-boutique, point d'information vert)
La Maison de l'Eau et de la Rivière, ouverte en 1991 à la création de l'association, sous l'impulsion des associations de pêche locales et du Conseil général de l'Orne, offre aux visiteurs des expositions gratuites sur le thème de l'eau, des milieux aquatiques et de la pêche.
La Maison du Paysage est située à 500 m en aval, sur un Espace naturel sensible du département (ENS) dénommé « Roches d'Oëtre et gorges de la Rouvre ». Aménagée en café-boutique-exposition-point information "nature" par les collectivités locales (Conseil général de l'Orne, Communauté de communes du bocage d'Athis), elle est bordée par un aménagement unique en son genre : le Parcours pêche-nature accessible tout public. 
Ce site de plusieurs hectares est un point de passage obligé pour les visiteurs de tout poil : promeneurs ("valides" comme à mobilité réduite), randonneurs (plusieurs sentiers de randonnée s'y croisent), pêcheurs à la truite ("valides" comme à mobilité réduite) et bien sûr, groupes d'enfants ou d'adultes (écoles, centres de loisirs, associations, CE). Une manifestation populaire - la "Faites" des légumes et des jardins" rassemble 2 à 3000 personnes sur ce site sur un dimanche de septembre, tous les 2 ans (années paires). Des sorties nature grand public y sont également régulièrement organisées par le conseil général (et animées par le CPIE), dans le cadre de la politique des ENS.
Le CPIE des Collines normandes est composé, au 1er janvier 2012, de 14 salariés. Une partie de l'équipe dispose de missions d'expertise et valorisation du patrimoine naturel, avec une forte spécialisation sur les milieux naturels aquatiques et humides (inventaires sur la loutre, la moule perlière, gestion de sites Natura 2000 du bassin versant de l'Orne, etc.). Ses principaux partenaires dans ce cadre sont la DREAL de Basse-Normandie, l'Agence de l'Eau, le Conseil général de l'Orne et autres collectivités locales, l'Europe.